# Emily Menges
Emily Menges (Garden City, Nueva York, Estados Unidos; 28 de julio de 1992) es una futbolista estadounidense que juega como defensora para el Portland Thorns FC de la National Women's Soccer League (NWSL) de Estados Unidos. También juega para el Melbourne Victory de la W-League de Australia.
Portland Thorns eligió a Menges en el turno 25 de la tercera ronda del draft universitario de la NWSL en 2014.

## Estadísticas

### Clubes
| Club                         | País           | Año             |
| ---------------------------- | -------------- | --------------- |
| Portland Thorns              | Estados Unidos | 2014 - 2019     |
| Melbourne Victory (préstamo) | Australia      | 2019 - 2020     |
| Portland Thorns              | Estados Unidos | 2020 - presente |

## Palmarés

### Títulos nacionales
| Título                         | Club             | País           | Año  |
| ------------------------------ | ---------------- | -------------- | ---- |
| Women's Premier Soccer League  | Long Island Fury | Estados Unidos | 2009 |
| National Women's Soccer League | Portland Thorns  | Estados Unidos | 2017 |
| NWSL Challenge Cup             | Portland Thorns  | Estados Unidos | 2021 |
| National Women's Soccer League | Portland Thorns  | Estados Unidos | 2022 |

### Distinciones individuales
| Distinción            | Año  |
| --------------------- | ---- |
| Mejor Once de la NWSL | 2016 |